# Mims
Mims, nome artístico de Shawn Tapiwa Mims, (Washington Heights, Nova Iorque, 22 de março de 1981), é um rapper americano de descendência jamaicana. Começou a fazer trabalhos como DJ no início da adolescência, e obteve sucesso em 2007 com a canção "This Is Why I'm Hot", de seu álbum de estreia Music Is My Savior.

## História

### Biografia e início de carreira
Nascido em 22 de março de 1981 em Washington Heights, um bairro localizado em Manhattan, no estado de Nova Iorque, é oriundo de uma família de descendência jamaicana e americana. Se formou no Colégio Westbury, em Old Westbury, NY, e se matriculou no Colégio Comunitário Nassau. Ele deixou a instituição após dois meses de aulas para perseguir uma carreira no rap. Os seus pais faleceram quando ele tinha 13 anos de idade, e foi o seu interesse pela música que o manteve focado e longe de confusão. Mims queria seguir os passos de seu pai, que tinha um set de DJ em casa. Quando começou a tocar, tornou-se mais interessado pela criação da música, e seus interesses voltaram-se para engenharia de som e produção. Ao final da escola, no entanto, focou-se em trabalhar como MC depois que seus amigos o encorajaram a continuar a desenvolver suas habilidades em matéria de letras. Começou sua carreira no Harlem com o amigo Cam'ron.
Em 2001, foi descoberto por Quincy S/Duq Entertainment e logo depois apareceu numa compilação intitulada Private Party Collectors Edition Vol. 2, do grupo canadense Baby Blue Soundcrew. Sua participação no single "Love 'Em All", ao lado de Choclair, o tornou conhecido no Canadá. O vídeo da canção foi indicado para um prêmio MMVA. Logo após o seu reconhecimento no Canadá, o cantor chamou a atenção da equipe de produtores Blackout Movement. Logo depois, lançou o seu primeiro single nos Estados Unidos, "I Did You Wrong", que tornou-se um sucesso local.
No entanto, isso não foi suficiente para a realização de um contrato de gravação. Em 2006, ele começou a gravar com a gravadora de hip hop latino Urban Box Office. O rapper decidiu reavaliar sua relação com a indústria da música e criou a American King Music ao lado de seus parceiros de negócios Corey Llewellyn & Erik Mendelson.

### Music Is My Savior(2007–2008)
Music Is My Savior foi o seu primeiro álbum de estúdio, lançado em 27 de março de 2007. Segundo Mims, o seu título trás também uma carga adicional. "Se você pensar em Music Is My Savior como um acrônimo, ele representa meu sobrenome, que é Mims", diz. "Queria que fosse algo engenhoso." Seu primeiro single, "This Is Why I'm Hot", chegou às rádios americanas em 23 de janeiro de 2007 e alcançou a primeira posição na parada musical Billboard Hot 100. Os produtores da canção, Blackout Movement, tocam juntos como DJs. "Eles entendem qual é a mentalidade de um DJ e foi por aí que criamos o disco", explica Mims. "Os DJs fizeram o disco, e quando um DJ cria um álbum e outro DJ o ouve, eles estabelecem uma conexão. Acho que é por isso que muitos DJs apreciam esse trabalho".
O segundo e terceiro singles do álbum foram "Like This" e "Just Like That", respectivamente. "Like This" foi lançado em 10 de abril de 2007, e contou com a participação da cantora Rasheeda.

### More Than Meets the EyeeGuilt(2008–2009)
No início de 2008, Mims gravou junto com Kylie Minogue a canção "All I See". Fez também uma participação na versão remix da canção "I Kissed a Girl", de Katy Perry. Isto levou ao lançamento da sua mixtape More Than Meets the Eye, lançada em 29 de julho de 2008. Do álbum foi lançado o single "Like This (Remix)" com participação de Sean Kingston, Sha Dirty, Red Cafe e N.O.R.E.. O segundo single lançado foi "We Really Do This", com participação de Pitbull, Red Cafe e Currensy.
O seu segundo álbum de estúdio foi inicialmente pensado para ser intitulado I Am Hip Hop's Savior.
Em 7 de abril de 2009 o álbum foi lançado, intitulado Guilt. Em outubro de 2008, "Move (If You Wanna)" se tornou o primeiro single oficial do álbum, atingindo a 63ª posição na parada Hot 100. O segundo single foi lançado em 7 de abril de 2009, intitulado "Love Rollercoaster" com participação de LeToya Luckett.

## Discografia

### Álbuns de estúdio
- 2007: Music Is My Savior
- 2009: Guilt

### Mixtapes
- 2006: The Future
- 2008: More Than Meets the Eye
- 2008: Crazy Shotta

### Singles
| Ano  | Single                                                   | EUA Hot 100 | EUA R&B | EUA Rap | EUA Pop | Álbum                   |
| ---- | -------------------------------------------------------- | ----------- | ------- | ------- | ------- | ----------------------- |
| 2007 | "This Is Why I'm Hot"                                    | 1           | 2       | 1       | 4       | Music Is My Savior      |
| 2007 | "Like This" (feat. Rasheeda)                             | 32          | 54      | 11      | 38      | Music Is My Savior      |
| 2007 | "Just Like That"                                         | –           | –       | –       | –       | Music Is My Savior      |
| 2008 | "Like This (Remix)" (feat. Sean Kingston)                | –           | –       | –       | –       | More Than Meets the Eye |
| 2008 | "We Really Do This" (feat. Pitbull, Red Cafe & Currensy) | -           | -       | -       | –       | More Than Meets the Eye |
| 2008 | "Move (If You Wanna)"                                    | 61          | 39      | 11      | 63      | Guilt                   |
| 2009 | "Love Rollercoaster" (feat. LeToya)                      | -           | 78      | -       | -       | Guilt                   |
| 2010 | "The City" (feat. Jovi Rockwell)                         | -           | -       | -       | -       | —                       |